# Polymixis canescens
Polymixis canescens är en fjärilsart som beskrevs av Philogène Auguste Joseph Duponchel 1826. Polymixis canescens ingår i släktet Polymixis och familjen nattflyn. Inga underarter finns listade i Catalogue of Life.